# Apollo Epicurius
Epicurius (Grieks: Επικούριος, d.i. Verzorger) is de titel die de inwoners van het Arcadische Phigaleia aan de god Apollon verleenden nadat hij hen had gevrijwaard van de pest tijdens de Peloponnesische Oorlog. Als dank bouwden zij voor hem een fraaie tempel te Bassae, te weten de Tempel van Apollon Epikourios.